# Mid-Ohio Sports Car Course

Lay-out Mid-Ohio

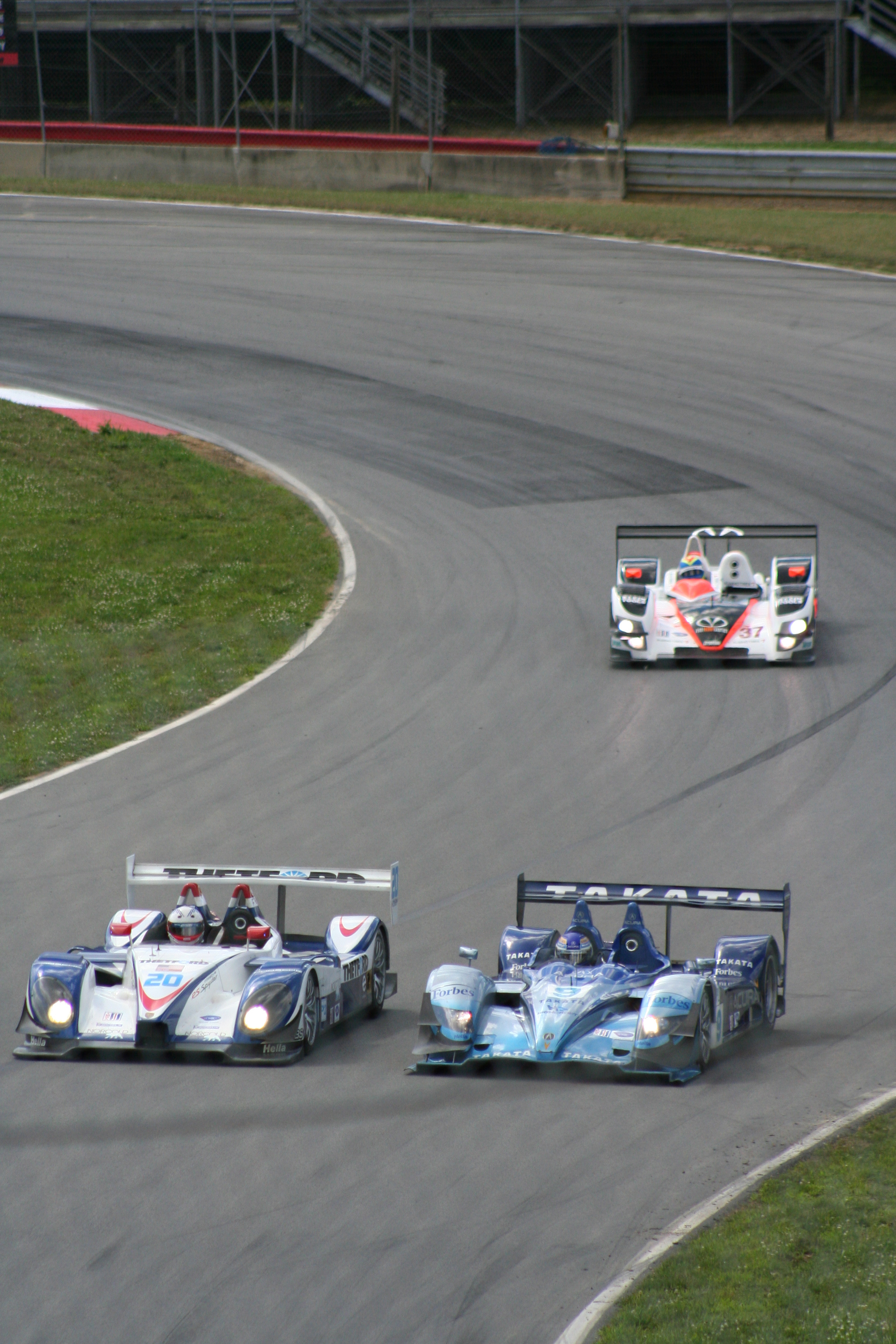
Le Mans Prototypes op Mid-Ohio in 2007.

De Mid-Ohio Sports Car Course is een racecircuit gelegen nabij Lexington, Richland County, Ohio. Het is een wegcircuit dat in 1962 in gebruik werd genomen. Het circuit stond voor de eerste keer op de Champ Car kalender in 1980. Vanaf 1983 stond het elk jaar op de kalender tot 2003. Vanaf 2007 staat het op de Indy Racing League kalender. Verder staat het circuit vanaf 1986 op het programma van de Indy Lights series. Ook de American Le Mans Series en de Rolex Sports Car Series houden er jaarlijks een race.

## Winnaars op het circuit
Winnaars op het circuit voor een race uit de Champ Car kalender.
| Jaar | Rijder             |
| ---- | ------------------ |
| 1980 | Johnny Rutherford  |
| 1983 | Teo Fabi           |
| 1984 | Mario Andretti     |
| 1985 | Bobby Rahal        |
| 1986 | Bobby Rahal        |
| 1987 | Roberto Guerrero   |
| 1988 | Emerson Fittipaldi |
| 1989 | Teo Fabi           |
| 1990 | Michael Andretti   |
| 1991 | Michael Andretti   |
| 1992 | Emerson Fittipaldi |
| 1993 | Emerson Fittipaldi |
| 1994 | Al Unser Jr.       |
| 1995 | Al Unser Jr.       |
| 1996 | Alex Zanardi       |
| 1997 | Alex Zanardi       |
| 1998 | Adrián Fernández   |
| 1999 | Juan Pablo Montoya |
| 2000 | Hélio Castroneves  |
| 2001 | Hélio Castroneves  |
| 2002 | Patrick Carpentier |
| 2003 | Paul Tracy         |

Winnaars op het circuit voor een race uit de IndyCar Series.
| Jaar | Rijder           |
| ---- | ---------------- |
| 2007 | Scott Dixon      |
| 2008 | Ryan Briscoe     |
| 2009 | Scott Dixon      |
| 2010 | Dario Franchitti |
| 2011 | Scott Dixon      |
| 2012 | Scott Dixon      |